# Caronia (protista)
Caronia es un género de foraminífero bentónico de la subfamilia Caroniiinae, de la familia Verneuilinidae, de la superfamilia Verneuilinoidea, del suborden Verneuilinina y del orden Lituolida. Su especie tipo es Gaudryina exilis. Su rango cronoestratigráfico abarca el Holoceno.

## Discusión
Clasificaciones previas incluían Caronia en el suborden Textulariina del orden Textulariida, o en el orden Lituolida sin diferenciar el suborden Verneuilinina.

## Clasificación
Caronia incluye a las siguientes especies:
- Caronia exilis
- Caronia gallagheri
- Caronia silvestrii